# William "Stage" Boyd
Pour les articles homonymes, voir William Boyd et Boyd.
William Henry Boyd, né le 18 décembre 1886 à New York et mort le 20 mars 1935 à Los Angeles en Californie, est un acteur américain, crédité sous le nom de William "Stage" Boyd ou William Stage Boyd.

## Biographie
Avant d'être connu en tant qu'acteur de cinéma, William Boyd avait derrière lui une solide carrière au théâtre, où il avait fait ses débuts dans Peter Pan. Sa carrière au théâtre se déroule dans les années 1910 et 1920, avec notamment le rôle du Sergent Quirt dans What Price Glory en 1924.
Il meurt le 20 mars 1935 à Los Angeles dans le Californie des suites de ses maladies.

## Filmographie
- 1913 : The Star of India :
- 1915 : Stop Thief! : Dr. Willoughby
- 1915 : The Ringtailed Rhinoceros (en) : Prime Minister
- 1916 : The Kiss of Hate (en) : Isaac
- 1918 : Marriages Are Made : Max Rupholdt
- 1918 : Virtuous Wives (en) : Monte Bracken
- 1920 : Blackbirds : Detective
- 1929 : Le Signe sur la porte (The Locked Door) : Lawrence Reagan
- 1930 : The Benson Murder Case : Harry Gray
- 1930 : Those Who Dance : Diamond Joe Jennings
- 1930 : The Storm : Burr Winton
- 1930 : The Spoilers : Alec McNamara
- 1930 : Derelict : Jed Graves
- 1931 : The Gang Buster (en) : 'Sudden Mike' Slade
- 1931 : Gun Smoke : Kedge Darvis
- 1931 : City Streets : McCoy
- 1931 : Murder by the Clock (en) : Lt. Valcour
- 1931 : The Road to Reno : Jerry Kenton
- 1931 : The False Madonna : Dr. Ed Marcy
- 1932 : Sky Devils : Sgt. Hogan
- 1932 : The Wiser Sex (en) : Harry Evans
- 1932 : State's Attorney : Valentine 'Vanny' Powers
- 1932 : The Painted Woman : Captain Boynton
- 1932 : Madison Square Garden : Sloane
- 1932 : Midnight Warning : Thorwaldt Cornish
- 1932 : Rasputin and the Empress : Comrade General (non crédité)
- 1933 : Oliver Twist : Bill Sikes
- 1933 : Laughing at Life : Inspector Mason
- 1933 : The Chief : Dan 'Danny' O'Rourke
- 1933 : The House on 56th Street : Bonelli
- 1934 : The Girl from Missouri : George - Eadie's Stepfather (non crédité)
- 1934 : Transatlantic Merry-Go-Round : Joe Saunders
- 1935 : Night Life of the Gods : Mulligan
- 1935 : The Lost City : Zolok